# オットー・シュミット
オットー・ユリエヴィチ・シュミット (ロシア語: Отто Юльевич Шмидт 1891年9月30日 — 1956年9月7日) は、ソビエト連邦の科学者、数学者、天文学者、地球物理学者、地理学者、政治家、探検家。

## 略歴
ロシア帝国モギリョフ県モギリョフで生まれた。父親はバルト・ドイツ人、母親はラトビア人。1909年にキエフの高校を卒業したあと、キエフ大学で物理学や数学を学び、1913年に卒業。1916年頃から私講師として教鞭をとった。1917年の十月革命後、ロシア・ソビエト共和国人民委員会議の委員として1918年から1920年まで資源供給人民委員、1921年から1922年まで財務人民委員、1919年から1932年まで教育人民委員をそれぞれ歴任した。全ロシア中央執行委員会委員と、最初に招集されたソビエト連邦最高会議の委員でもある。ソビエト大百科事典を創設し、1926年から1941年まで編集長を務めた。1923年から現モスクワ教育大学、のちにキエフ大学やモスクワ大学の教授を務めた。1930年から1932年まで北極研究所の所長。1939年から1942年までソ連科学アカデミーの副会長に就任。地球物理学研究所を創設し、1949年まで所長を務めた。
1930年、ゼムリャフランツァヨシファで最初の科学研究基地を設立、カラ海やセヴェルナヤ・ゼムリャ諸島等を探検し、多くの島々を発見した。1932年に北極海航路上すべてを監督する北極海航路管理局の長官に任命された。同年、隊長シュミットが率いる探検隊は、砕氷船シビリャコフに乗船、遠征は史上初めて越冬することなくアルハンゲリスクから太平洋までの道のりをノンストップ航海させた。1933年から1934年まで北極海航路に沿って広く遠征。 シュミット探検隊は1937年5月21日に流氷基地「北極点-1」(North Pole-1)を設立した。1940年代、太陽系における惑星と地球の形成に関する新しい宇宙進化論仮説を発表した。
ソ連邦英雄、レーニン勲章、労働赤旗勲章、赤星勲章をそれぞれ授与された。ソビエト連邦モスクワで亡くなり、ノヴォデヴィチ墓地に埋葬された。
シュミット島をはじめとして、チュクチにあるオットー・シュミット岬、チュクチ自治管区のシュミット岬、小惑星(2108)オットー・シュミット等は彼の名による。